# Provincia de Tayacaja
La provincia de Tayacaja es una de las siete que conforman el departamento de Huancavelica, en el sur del Perú. Limita por el norte y por el oeste con el departamento de Junín, por el este con el departamento de Ayacucho y la provincia de Churcampa, y por el sur con la provincia de Huancavelica.
Desde el punto de vista jerárquico de la Iglesia católica, forma parte de la diócesis de Huancavelica.

## Historia

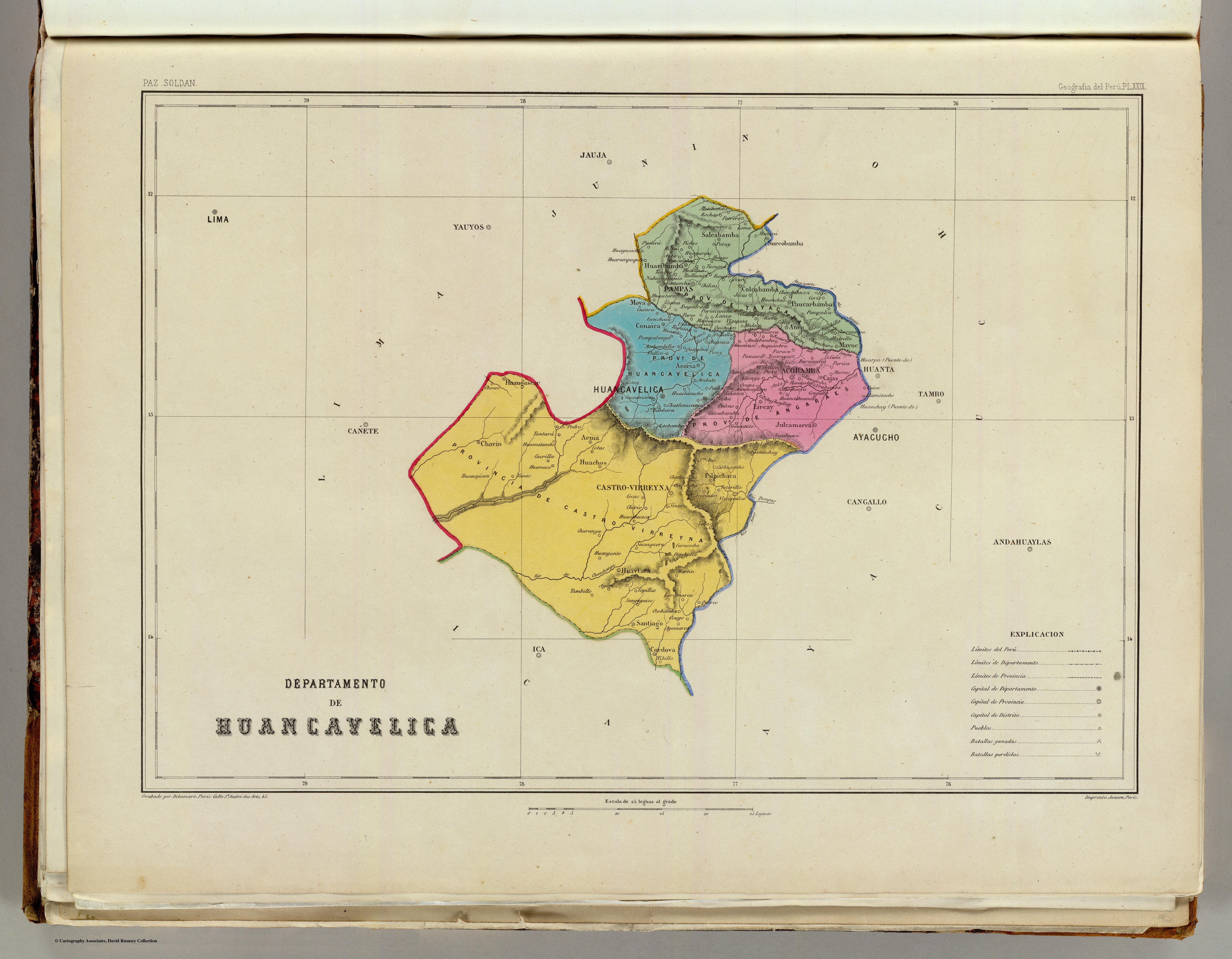
Mapa de Huancavelica en 1865

En 1821, luego de establecido el Gobierno independiente, se considera que el Perú estaba compuesto de once intendencias, una de las cuales era la de Huancavelica, la que a su vez estaba conformado por las partidas o provincias de Castrovirreyna, Angaraes, el Cercado y Tayacaja, las mismas que por orden de Simón Bolívar pasaron a formar parte del departamento de Ayacucho. Por la Constitución política de 1823, se establece la división del territorio nacional en departamentos, provincias y distritos sobre la base de las intendencias, partidas y parroquias, respectivamente. En consecuencia, en ese momento, se considera a Tayacaja como provincia, puesto que no existe una ley que en forma expresa determine tal creación. Más aún, en el gobierno del presidente Luis José de Orbegoso y Moncada, a través del decreto supremo que convocaba a elecciones de representantes a la Convención Nacional, se menciona a la provincia de Tayacaja como integrante del departamento de Ayacucho. Este hecho constituye la primera referencia histórica con carácter oficial, por lo que se toma el 21 de junio de 1835 como la fecha de creación política de la provincia de Tayacaja.

## Geografía
Tiene una superficie de 3564.5 km².

## División administrativa
La provincia se divide en veintitrés distritos:
| Distritos de Tayacaja | Distritos de Tayacaja | Distritos de Tayacaja   |
| Distrito              | Ley                   | Fecha                   |
| --------------------- | --------------------- | ----------------------- |
| Pampas                |                       | Época indep.            |
| Acostambo             | 1529                  | 8 de enero de 1912      |
| Acraquía              | 12107                 | 9 de septiembre de 1954 |
| Ahuaycha              |                       | Época indep.            |
| Andaymarca            | 12170                 | 14 de diciembre de 1954 |
| Colcabamba            |                       | Época indep.            |
| Daniel Hernández      | 12529                 | 9 de enero de 1956      |
| Huachocolpa           | 11585                 | 31 de enero de 1951     |
| Huaribamba            |                       | Época indep.            |
| Ñahuimpuquio          | s/n                   | 6 de noviembre de 1903  |
| Pazos                 | 11585                 | 31 de enero de 1951     |
| Quishuar              | 12916                 | 6 de marzo de 1957      |
| Salcabamba            |                       | Época indep.            |
| Salcahuasi            | 24694                 | 18 de junio de 1987     |
| San Marcos de Rocchac | 13657                 | 13 de junio de 1961     |
| Surcubamba            |                       | Época indep.            |
| Tintay Puncu          | 23941                 | 3 de octubre de 1984    |
| Quichuas              | 30278                 | 14 de noviembre de 2014 |
| Roble                 | 30388                 | 27 de noviembre de 2015 |
| Pichos                | 30391                 | 19 de diciembre de 2015 |
| Santiago de Tucuma    | 30445                 | 28 de mayo de 2016      |
| Lambras               | 31092                 | 17 de diciembre de 2020 |
| Cochabamba (Tayacaja) | 31132                 | 9 de marzo de 2021      |

## Capital
Pampas es una ciudad peruana, capital de la provincia de Tayacaja, en el departamento de Huancavelica. El número de habitantes del distrito homónimo es de 10 880 habs. en un área de 109,07 km² y su densidad poblacional es de 99,75 habs./km².

## Autoridades

### Regionales
- Consejeros regionales
  - 2019-2022[2]

  1. Maritza Marleny Ravelo Chávez (Movimiento Regional Ayni)
  2. Tito Arcenio Castro Huamán (Movimiento Independiente Trabajando para Todos)

### Municipales
- 2019-2022[2]
  - Alcalde: Juan Carlos Común Gavilán, del Movimiento Independiente Trabajando para Todos.
  - Regidores:

  1. Marciano Alejandro Monge Acevedo (Movimiento Independiente Trabajando para Todos)
  2. Escolástico Guillermo Hermoza Quincho (Movimiento Independiente Trabajando para Todos)
  3. Máximo Yangali Flores (Movimiento Independiente Trabajando para Todos)
  4. Edwin Sandro Urrutia Castro (Movimiento Independiente Trabajando para Todos)
  5. Wilber Gutarra Torres (Movimiento Independiente Trabajando para Todos)
  6. Richard Giovany Canto Fernández (Movimiento Independiente Trabajando para Todos)
  7. Jorge Rodríguez Sáenz (Movimiento Independiente Trabajando para Todos)
  8. Julio César Aimé Rojas (Movimiento Regional Ayni)
  9. Delmer Jhelsin Torres Quispe (Movimiento Regional Ayni)
  10. Constantino León López (Movimiento Regional Agua)
  11. Bárbara Octavia Sáenz Chamorro (Movimiento Regional Agua)

## Festividades
- Marzo: Hatun Tinkuy
- Julio: Virgen del Carmen
- Diciembre 8 y enero 20: Fiesta Patronal de la Virgen Purísima